# Erwin Nguéma
Erwin Blynn Nguéma Obame (Bitam, 7 marzo 1989) è un calciatore gabonese, di ruolo difensore.

## Carriera

### Club
Ha trascorso tutta la carriera tra Gabon e Camerun.

### Nazionale
Ha esordito in Nazionale nel 2007.